# 布蘭登 (密西西比州)
布蘭登（英語：Brandon）是一個位於美國密西西比州蘭金縣的城市。根據2010年美國人口普查，該地共人口21,705人，而該地的面積約為55.30平方千米。同時該地也是蘭金縣的縣治。

## 地理
布蘭登的座標為32°16′49″N 89°59′54″W / 32.28028°N 89.99833°W，而該地的平均海拔高度為147米（即482英尺）。